# シノビーのうた
「シノビーのうた」は、日本のロックバンドNovelbrightのギタリスト沖聡次郎が作曲し、バカリズムが作詞を手掛けた竹中雄大の楽曲。2021年5月10日に、各種音楽配信サービスにてリリースされた。

## 概要
- 竹中雄大初のソロ作品。
- 読売テレビのキャラクターシノビーのテーマソングとして書き下ろされた[2]。
- 楽曲制作については、バカリズムが事前に仕上げた詞に、沖聡次郎が作曲するという形がとられた[3]。

## 収録内容
| #         | タイトル           | 作詞・作曲・編曲    | 時間 |
| --------- | ------------------ | ------------------- | ---- |
| 1.        | 「シノビーのうた」 | バカリズム 沖聡次郎 | 2:24 |
| 合計時間: | 合計時間:          | 合計時間:           | 2:24 |

## タイアップ
シノビーのうた
「シノビーと、おさんぽ。」テーマソング
「シノビーと、よふかし。」テーマソング
「おてんきシノビー」第1部BGM